# Strychnos malchairii
Strychnos malchairii är en tvåhjärtbladig växtart som beskrevs av De Wild.. Strychnos malchairii ingår i släktet Strychnos och familjen Loganiaceae. Inga underarter finns listade i Catalogue of Life.